# The Cactaceae

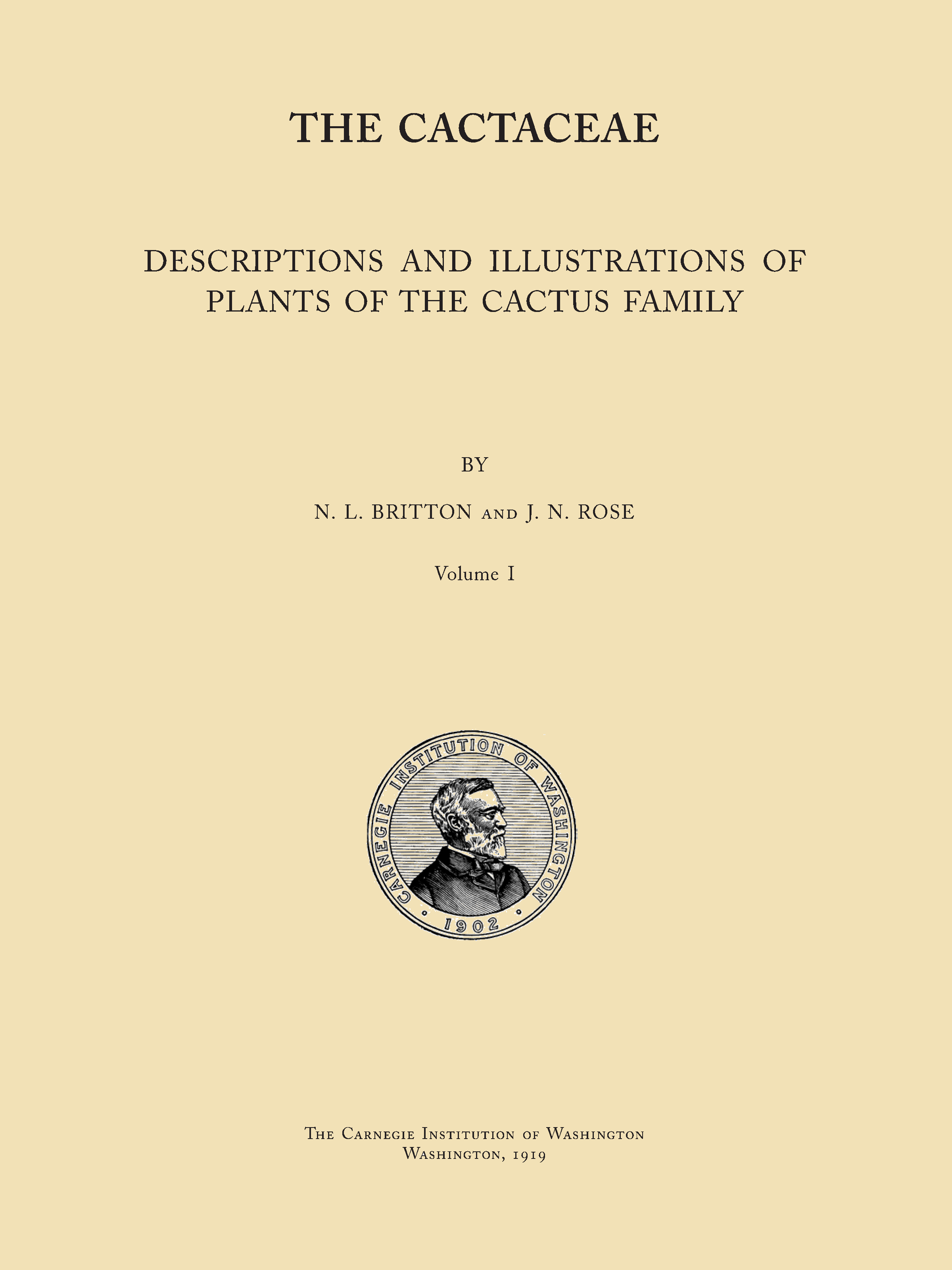
Titelseite des ersten Bandes

The Cactaceae ist ein von Juni 1919 bis Dezember 1923 veröffentlichtes vierbändiges Werk der US-Amerikaner Nathaniel Lord Britton und Joseph Nelson Rose zur Kakteensystematik. Es trug den Untertitel Descriptions and Illustrations of Plants of the Cactus Family (deutsch: Beschreibungen und Abbildungen von Pflanzen der Kakteenfamilie) und war nach Karl Moritz Schumanns Gesamtbeschreibung der Kakteen die lange Zeit maßgebliche Publikation zur Systematik der Kakteengewächse. Die Autoren beschrieben darin 1325 Arten der Familie der Kakteengewächse, die sie 124, zum Teil neu beschriebenen, Gattungen zuordneten. Mit 137 ganzseitigen Tafeln, davon 107 in Farbe, 1120 Schwarzweißfotos und Strichzeichnungen war es hervorragend illustriert. Ein Großteil der Farbtafeln und Strichzeichnungen wurden von Mary Emily Eaton angefertigt.

## Entstehungsgeschichte
Nathaniel Lord Britton und Joseph Nelson Rose begannen ihre Studien der Kakteengewächse 1904. Ursprünglich war geplant lediglich eine Beschreibung der nordamerikanischen Kakteen zu verfassen.  Daniel Trembly MacDougal (1865–1958), Direktor des Desert Laboratory in Tucson, überzeugte jedoch zunächst Britton und Rose und im Januar 1911 auch die Verantwortlichen der Carnegie Institution for Science, dass eine Gesamtbearbeitung der Pflanzenfamilie nötig sei. Die Arbeiten an dem großzügig durch die Carnegie Institution finanzierten Projekt begannen am 15. Januar 1912. Rose wurde von seinen Aufgaben als Assistenzkurator an der Smithsonian Institution freigestellt. Er übernahm eine Stellung als Forschungsmitarbeiter der Carnegie Institution. Unterstützt wurde er von seinen beiden Assistenten William Reed Fitch und Paul George Russell (1889–1963). Britton, Direktor des New York Botanical Garden, arbeitete auf Honorarbasis für das Projekt. Robert Statham Williams (1859–1945) war für die Auswahl der zu illustrierenden Pflanzen verantwortlich.

### Besuch von Sammlungen und Herbarien in Europa
Joseph Nelson Roses erste Aufgabe bestand darin, Anfang 1912 nach Europa zu reisen, um die dortigen Herbarien und Pflanzensammlungen aufzusuchen, da fast alle älteren Erstbeschreibungen der Kakteen durch europäische Autoren vorgenommen wurden. Besonderes Augenmerk richtete er dabei auf die in den Herbarien hinterlegten Typusexemplare und den Vergleich der Erstbeschreibungen mit den in den Sammlungen der botanischen Gärten kultivierten Pflanzen.
In London suchte er den Botanischen Garten Kew auf und konsultierte die Sammlungen des Natural History Museum sowie der Linnean Society of London. In Paris galt bei seinem Besuch des Muséum national d’histoire naturelle sein Interesse insbesondere der von Alexander von Humboldt gefundenen Art Pereskia bleo. In Italien war Rose Gast des Botanischen Gartens Hanbury, der durch Alwin Berger betreut wurde, und besuchte kleinere Sammlungen in Rom, Neapel, Venedig und Florenz. In Deutschland suchte Rose zunächst in München das unter der Leitung von Ludwig Radlkofer stehende Botanische Museum sowie den von Karl Goebel betreuten Botanischen Garten auf. Die weitere Reise führte ihn nach Berlin an den von Adolf Engler geleiten Botanischen Garten Berlin-Dahlem und die von Ignaz Urban betreuten Sammlung von den Westindischen Inseln stammender Pflanzen. In Halle an der Saale informierte er sich bei Leopold Quehl (1849–1922) und dessen Mammillarien-Sammlung. In Erfurt suchte Rose die Gartenbaubetriebe Haage & Schmidt und Haage Jr. auf. Seine letzte Station in Deutschland war der unter der Leitung von Joseph Anton Purpus (1860–1932) stehende Botanische Garten Darmstadt. Auf dem Rückweg konsultierte er in Antwerpen noch die Privatsammlung von Frans de Laet (1866–1928).

### Botanische Exkursionen
Zu den Aufgaben von Britton und Rose gehörte ebenfalls das Studium der Kakteen an ihren natürlichen Standorten in beiden Teilen Amerikas. Anfang 1913 führte sie eine erste Reise auf die Westindischen Inseln. Dort sammelte Britton in Begleitung seiner Frau Elizabeth Gertrude Britton sowie von Delia West Marble  und John Adolph Shafer (1863–1918) auf Saint Thomas und weiteren zu den Amerikanischen Jungferninseln gehörenden Inseln. Von März bis April 1913 setzte er seine Forschungen in Puerto Rico und anschließend auf Curaçao fort. Rose, begleitet von seinen beiden Assistenten William Reed Fitch und Paul George Russell, machte ebenfalls auf Saint Thomas Station. Er sammelte auf Saint Croix, St. Kitts, Antigua, und Hispaniola. Britton setzte seine Studien in Puerto Rico 1914 und 1915 fort. 1914 erkundete Britton die gesamte südwestliche Küste sowie die vorgelagerten Inseln Desecheo, Mona und Caja de Muertos. Er wurde dabei von John Francis Cowell (1852–1915) und Stewardson Brown (1867–1921) unterstützt.
Rose erforschte in den Jahren bis 1916 einige Kakteengebiete in Südamerika. Nach Kurzaufenthalten in Jamaika und Panama begab er sich 1914 an die Westküste von Südamerika, wo er in Zentral- und Süd-Peru, Zentral-Bolivien, und Nord- und Zentral-Chile sammelte. In Santiago de Chile untersuchte Rose einige von Rudolph Amandus Philippis Typusarten und erhielt durch Johannes Söhrens († 1934) einige selten Arten aus dem örtlichen Botanischen Garten. 1915 durchforstete Rose in Begleitung von Paul G. Russell die Ostküste von Südamerika. In Brasilien erforschte er vor allem Bahia sowie das Gebiet um Rio de Janeiro. Dort traf Rose Leo Zehntner (1864–1961) und Albert Löfgren (1854–1918). In Argentinien bildeten die Stadt Mendoza und die Provinz Córdoba den Schwerpunkt seiner Tätigkeit. Während dieses Aufenthalts lernte er Carlos Luis Spegazzini, Cristóbal Mariá Hicken (1875–1933) und Carlos Samuel Reed (1888–1949) kennen.
Britton untersuchte 1916, begleitet von Percy Wilson (1879–1944), auf Kuba die Kakteengebiete der Provinzen Havanna und Matanzas sowie der Isla de la Juventud. Rose und seine Frau studierten im Oktober und November 1916 auf Curaçao und in Venezuela, insbesondere die Gegenden um La Guaira und Puerto Cabello.
1918 unternahm Rose gemeinsam mit seinem Sohn George Rose im Auftrag des United States Department of Agriculture, des Gray Herbariums, der Harvard University und des New York Botanical Garden eine letzte Forschungsreise nach Ecuador. Die in Mexiko von Rose begonnenen Forschungen konnten aufgrund der durch die Mexikanische Revolution bedingte unsicheren Situation nicht weitergeführt werden.

## Werk
The Cactaceae wurde von Juni 1919 bis Dezember 1923 in vier Bänden veröffentlicht. Der erste Band wurde am 21. Juni 1919 veröffentlicht und enthielt 36 Tafeln sowie 302 Abbildungen im Text. In ihm wurden die beiden Tribus Pereskieae und Opuntieae behandelt. Mit der Veröffentlichung des zweiten Bandes am 9. September 1920 wurde das Werk fortgesetzt. Der Band enthielt 40 Tafeln sowie 305 weitere Abbildungen. In ihm wurde mit den Untertribus Cereanae und Hylocereana die Behandlung der Tribus Cereeae begonnen. Am 12. Oktober 1922 folgte der dritte Band, der mit 24 großformatigen Tafeln sowie 250 weiteren Abbildungen illustriert war und sich mit den Untertribus Echinocereanae, Echinocactanae und Cactanae befasste. Den Abschluss bildete am 24. Dezember 1923 die Herausgabe des vierten Bandes, der weitere 37 Tafeln und 263 Abbildungen umfasste und die übrigen Untertribus Coryphanthanae, Epipyllanae sowie Rhipsalidanae zum Inhalt hatte.
Der größte Teil der Illustrationen wurde von Mary Emily Eaton angefertigt. Weitere stammten von Louis Charles Christopher Krieger (1873–1940), dem Japaner Kako Morita (1870–1931), A. A. Newton, Deborah Griscom Passmore (1840–1911)  sowie Miss E. I. Schutt. Die Farbtafeln wurden im Verlag A. Hoen & Co. gedruckt.

## Systematik
Nathaniel Lord Britton und Joseph Nelson Rose gliederten die von ihnen akzeptierten 124 Gattungen mit 1325 Arten in die drei Tribus Pereskieae, Opuntieae und Cereeae. Sie folgten dabei grundsätzlich der Auffassung Karl Moritz Schumanns, der die Familie 1897 in seinem Werk Gesamtbeschreibung der Kakteen in die heute allgemein anerkannten Unterfamilien Pereskioideae, Opuntioideae und Cereoideae (heute Cactoideae) einordnete. Britton und Rose erhoben etliche der in Alwin Bergers 1905 durchgeführten Revision der Gattung Cereus als Untergattungen behandelten Taxa in den Rang einer Gattung. Darüber hinaus beschrieben sie zahlreiche neue Gattungen. Die Tribus Cereeae unterteilten sie in acht Untertribus.
- Tribus Pereskieae
  - Pereskia
- Tribus Opuntieae
  - Pereskiopsis
  - Quiabentia
  - Pterocactus
  - Nopalea
  - Tacinga
  - Maihuenia
  - Opuntia
    - Untergattung Cylindropuntia

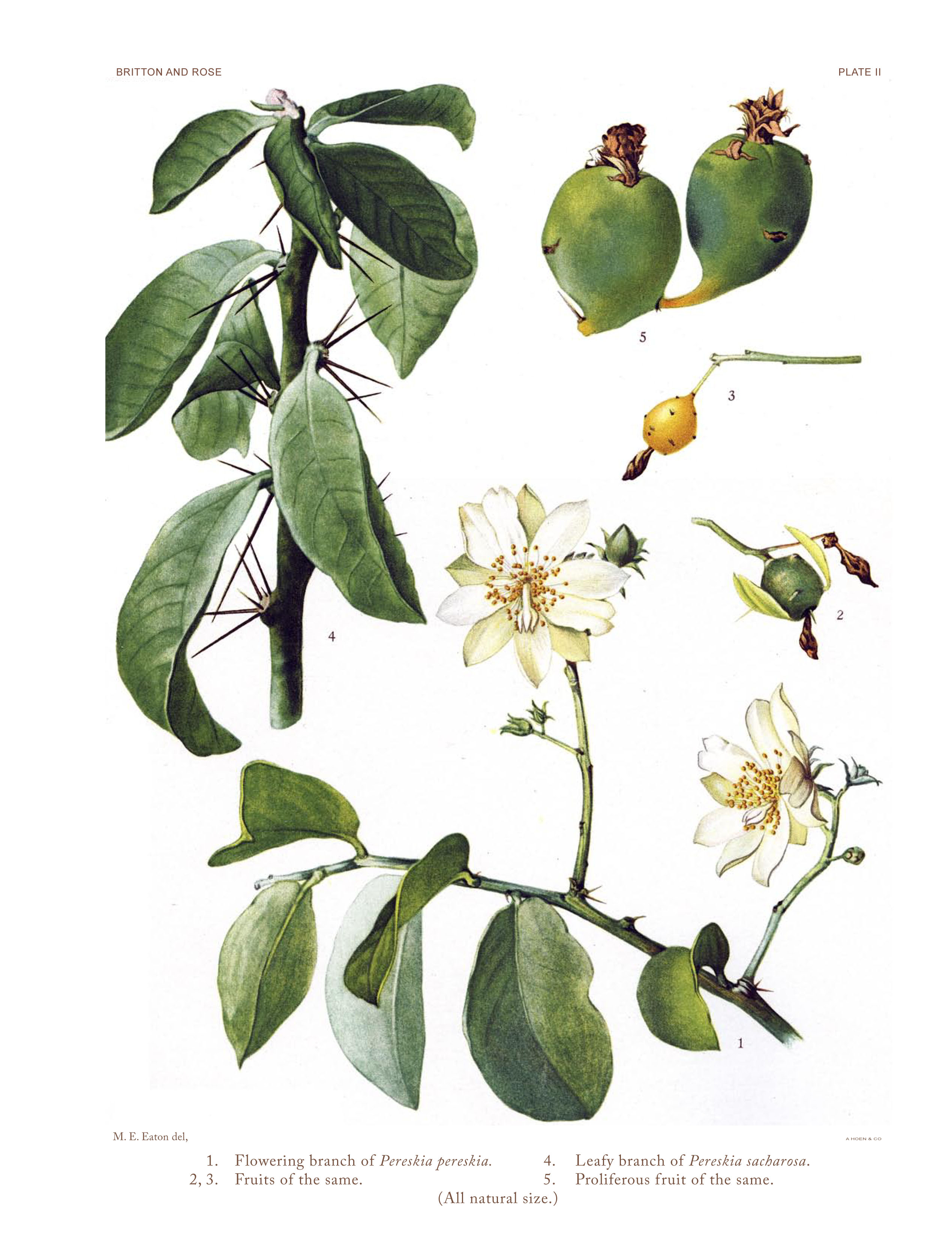
Die erste Farbtafel des Werkes zeigt einen blühenden Zweig und die Früchte von Pereskia pereskia sowie einen blättigen Zweig und die Früchte von Pereskia sacharosa.

      - gegliedert in die Serien Ramosissimae, Leptocaules, Thurberianae, Echinocarpae, Bigelovianae, Imbricatae, Fulgidae, Vestitae, Clavarioides, Salmianae, Subulatae, Miquelianae, Clavatae

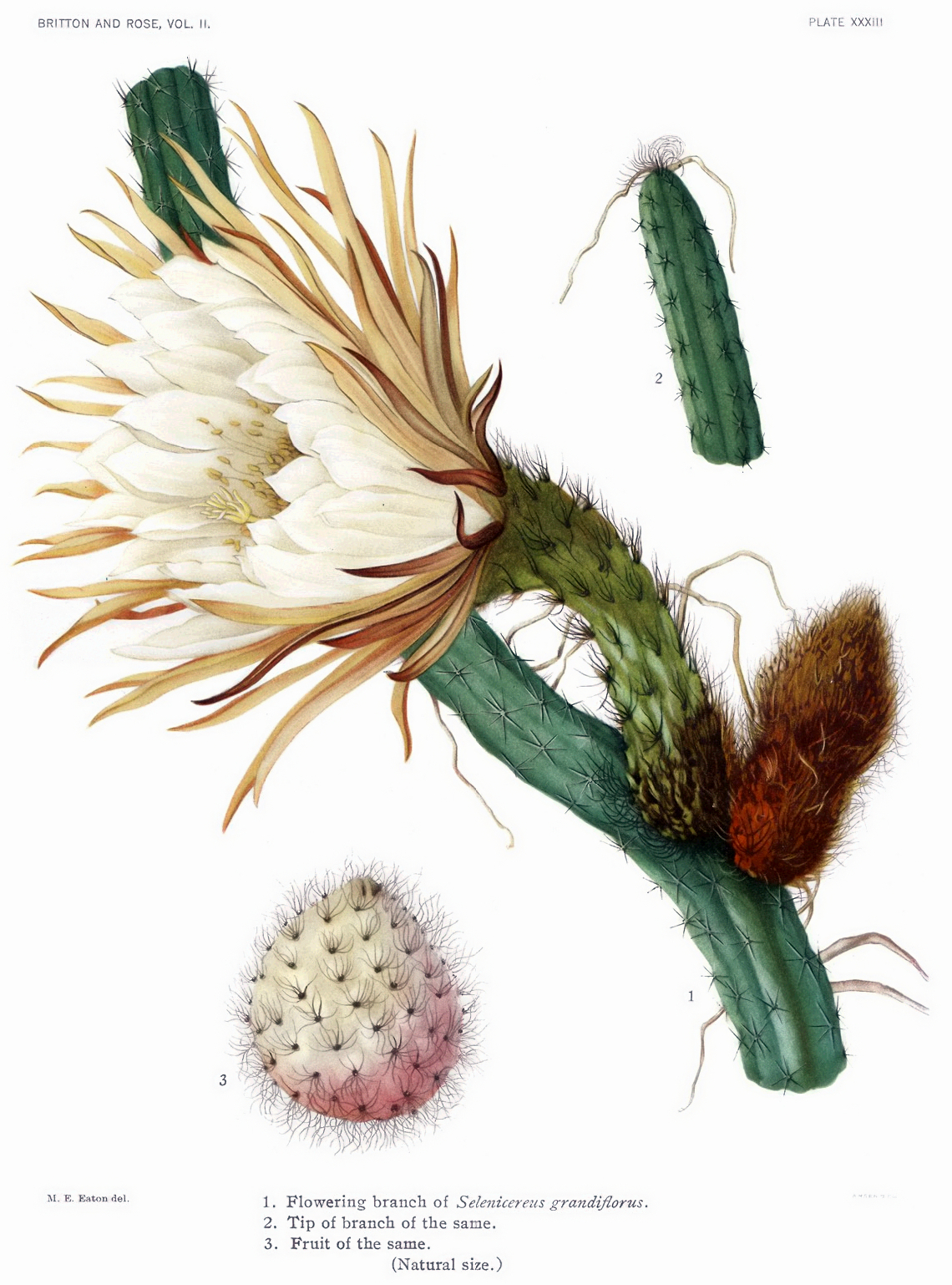
Tafel 33 aus Band 2 zeigt Selenicereus grandiflorus.

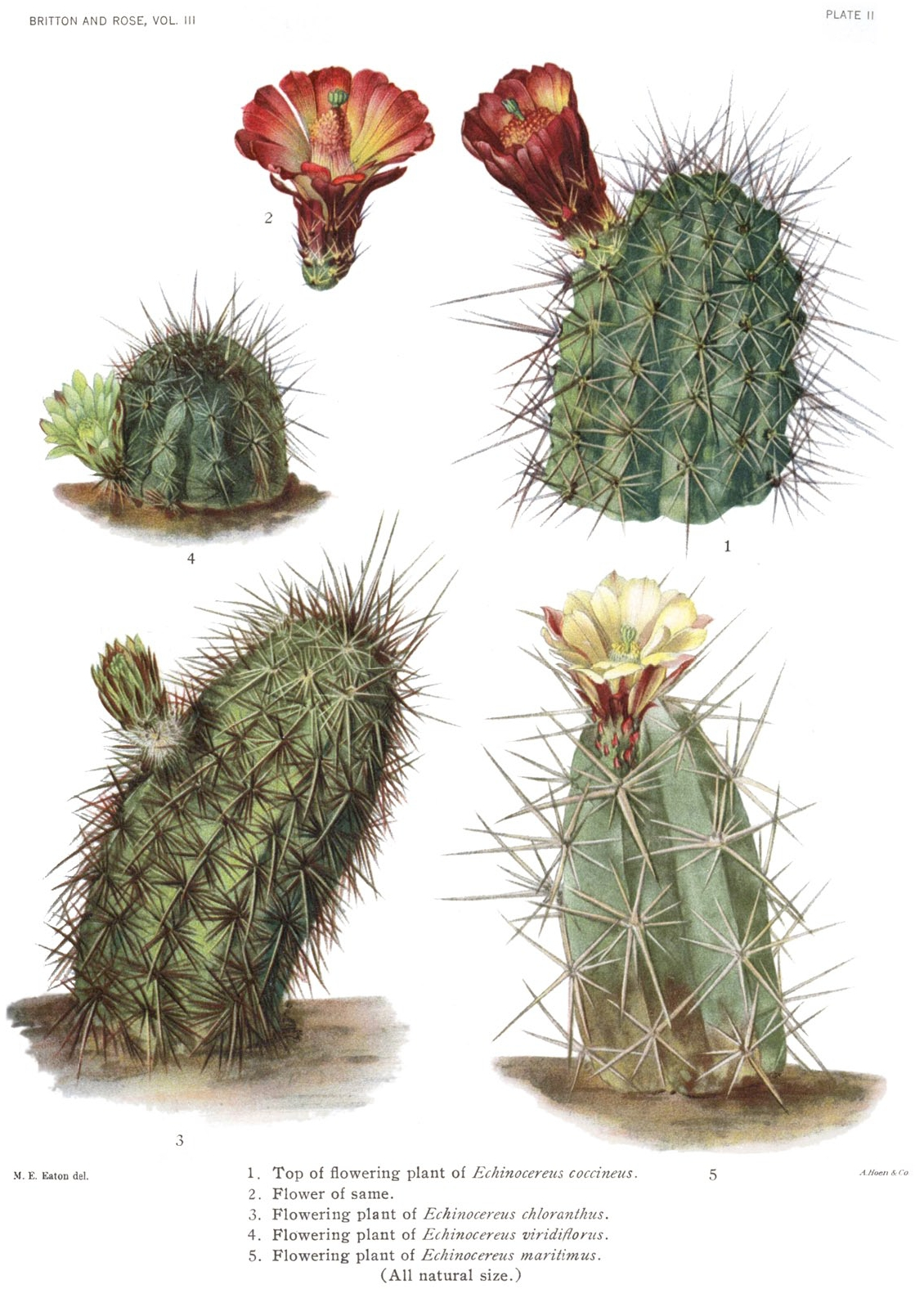
Tafel 2 aus Band 3 mit Echinocereus coccineus, Echinocereus chloranthus, Echinocereus viridiflorus und Echinocereus maritimus.

    - Untergattung Tephrocactus
      - gegliedert in die Serien Weberianae, Floccosae, Glomeratae, Pentlandianae

    - Untergattung Platyopuntia
      - gegliedert in die Serien Pumilae, Curassavicae, Aurantiacae, Pisciformes, Tunae, Basilares, Inamoeneae, Tortispinae, Sulphureae, Strigiles, Setispinae, Phaecanthae, Elatiores, Elatae, Scheerianae, Dillenianae, Macdougalianae, Tomentosae, Leucotrichae, Orbiculatae, Ficus-indicae, Streptacanthae, Robustae, Polyacanthae, Stenopetalae, Palmadorae, Spinossimae, Brasilienses, Ammophilae, Chaffeyanae

  - Grusonia

- Tribus Cereeae
  - Untertribus Cereanae
    - Cereus
    - Monvillea
    - Cephalocereus
    - Espostoa
    - Browningia
    - Stetsonia
    - Escontria
    - Corryocactus
    - Pachycereus
    - Leptocereus
    - Eulychnia
    - Lamaireocereus
    - Erdisia
    - Bergerocactus
    - Leocereus
    - Wilcoxia
    - Peniocereus
    - Dendocereus
    - Machaerocereus
    - Nyctocereus
    - Brachycereus
    - Acanthocereus
    - Heliocereus
    - Trichocereus
    - Jasminocereus
    - Harrisia
    - Borzicactus
    - Carnegiea
    - Binghamia
    - Rathbunia
    - Arrojadoa
    - Oreocereus
    - Facheiroa
    - Cleistocactus
    - Zehntnerella
    - Lophocereus
    - Myrtillocactus
    - Neoraimondia
    - Neoabbottia

  - Untertribus Hylocereanae
    - Hylocereus
    - Wilmattea
    - Selenicereus
    - Mediocactus
    - Deamia
    - Weberocereus
    - Werckleocereus
    - Aporocactus
    - Strophocactus

- - Untertribus Echinocereanae
    - Echinocereus
    - Austrocactus
    - Rebutia
    - Chamaecereus
    - Lobivia
    - Echinopsis

  - Untertribus Echinocactanae
    - Denmoza
    - Ariocarpus
    - Lophophora
    - Copiapoa
    - Pediocactus
    - Toumeya
    - Epithelantha
    - Neoporteria
    - Arequipa
    - Oroya
    - Matucana
    - Hamatocactus
    - Strombocactus
    - Leuchtenbergia
    - Echinofossulocactus
    - Ferocactus
    - Echinomastus
    - Gymnocalycium
    - Echinocactus
    - Homocephala
    - Astrophytum
    - Eriosyce
    - Malacocarpus
    - Hickenia
    - Frailea
    - Mila
    - Sclerocactus
    - Utahia

  - Untertribus Cactanae
    - Discocactus
    - Cactus

  - Untertribus Coryphanthanae
    - Ancistrocactus
    - Thelocactus
    - Neolloydia
    - Mamillopsis
    - Cochemiea
    - Coryphantha
    - Neobesseya
    - Escobaria
    - Bartschella
    - Pelecyphora
    - Phellosperma
    - Dolichothele
    - Solisia
    - Neomammillaria

  - Untertribus Epipyllanae
    - Zygocactus
    - Epiphyllanthus
    - Schlumbergera
    - Epiphyllum
    - Disocactus
    - Chiapasia
    - Eccremocactus
    - Nopalxochia
    - Wittia

  - Untertribus Rhipsalidanae
    - Erythrorhipsalis
    - Rhipsalidopsis
    - Pfeiffera
    - Acanthorhipsalis
    - Pseudorhipsalis
    - Lepismium
    - Hatiora
    - Rhipsalis

## Nachweise